# معمرة (جزيرة مينو)
معمرة (بالفارسية: معمره) هي منطقة سكنية تقع في إيران في قسم جزيرة مينو الريفي. يقدر عدد سكانها بـ 808 نسمة .